# Grbavci (Gradiška)
Pour les articles homonymes, voir Grbavci.
Grbavci (en serbe cyrillique : Грбавци) est un village de Bosnie-Herzégovine. Il est situé dans la municipalité de Gradiška et dans la république serbe de Bosnie. Selon les premiers résultats du recensement bosnien de 2013, il compte 628 habitants.

## Démographie

### Évolution historique de la population dans la localité
| 1948 | 1953 | 1961  | 1971  | 1981  | 1991 | 2013 |
| ---- | ---- | ----- | ----- | ----- | ---- | ---- |
| -    | -    | 1 541 | 1 289 | 1 199 | 991, | 628  |

|  |